# Balai Jaya (Bagan Sinembah)
Balai Jaya is een bestuurslaag in het regentschap Rokan Hilir van de provincie Riau, Indonesië. Balai Jaya telt 13.349 inwoners (volkstelling 2010).